# 臥底：頭號通緝
《臥底：頭號通緝》（英語：Inside Man: Most Wanted）是一部2019年美國犯罪驚悚片，由M·J·巴瑟執導，艾繆·艾敏、蕾亚·塞洪和羅姍妮·麥琪主演。該片是2006年電影《臥底》的續集，於2019年9月24日在美國以录像形式直接发行，也在Netflix和其他付費點播數位平台上映。

## 剧情
多尔顿·拉塞尔的團夥從阿瑟·凯斯銀行偷竊贓物，並揭露他是納粹同路人五年後，阿丽埃拉·巴拉什領導的一群銀行搶匪接管了紐約聯邦儲備銀行，並將大樓裡的所有人劫持為人質。他們的目標是，竊取存放在銀行內的大量納粹黃金。作為回應，由聯邦調查局談判代表布琳·斯图尔特和紐約警察局談判代表里米·达尔邦領導的聯合工作小組被部署來解決這一問題。
在與自稱「頭號通緝」的阿丽埃拉談判時，斯图尔特和达尔邦分別了解到她參與搶劫的動機。阿瑟·凯斯（2006年電影中的同情納粹者）在軟禁期間去世。他的兒子迪特里希將多尔顿（上次搶劫的主謀，真实身份是戴维·巴拉什）扣為人質，並強迫阿丽埃拉（他的妹妹）參與其中，以便在经济上补偿迪特里希之前丢失阿瑟财宝的损失。
两名谈判专家和其他抢劫团伙成员都不知道的是，阿丽埃拉和她的妹妹阿娃动了手脚，让抢劫看起来像是以失败收场。她们留下了细微的线索，让斯图尔特和达尔邦在事后发现。阿娃在外面，她设法与达尔邦交谈，声称喜欢虐待她的前男友也是劫匪之一。阿丽埃拉在保险箱里留下了一张全家福照片，揭示了他们与哥哥戴维的亲生关系。她还留给斯图尔特一部手机，以保证逮捕迪特里希，追回被盗黄金。
迪特里希被聯邦調查局逮捕，黃金被追回，但在此之前他已经下令杀死戴维（戴维在柏林被納粹分子扣為人質）。
迪特里希被捕後，达尔邦和斯图尔特猜測着阿丽埃拉和阿娃的命運。他說他相信阿丽埃拉還活著，等她得知她哥哥去世后，就有人會死去。
在片尾彩蛋場景中，喬裝的阿丽埃拉進入柏林的一家酒吧，向迪特里希的手下開槍，為她哥哥的死報仇。

## 演员
- 艾繆·艾敏 饰 里米·达尔邦，紐約警察局人質談判代表
- 蕾亚·塞洪 饰 布琳·斯图尔特博士，聯邦調查局人質談判代表
- 羅姍妮·麥琪（英语：Roxanne McKee） 饰 阿丽埃拉·巴拉什，銀行搶劫犯
- 烏爾斯·瑞（英语：Urs Rechn） 饰 约瑟夫，銀行搶劫犯梅納爾·施密特
- 阿克夏·庫馬 饰 安什·拉马钱德拉，聯邦調查局特工
- 潔西卡·蘇頓（英语：Jessica Sutton） 饰 阿娃·巴拉什，銀行搶劫犯